# 52. Kongress der Vereinigten Staaten
Der 52. Kongress der Vereinigten Staaten, bestehend aus dem Repräsentantenhaus und dem Senat, war die Legislative der Vereinigten Staaten. Seine Legislaturperiode dauerte vom 4. März 1891 bis zum 4. März 1893. Alle Abgeordneten des Repräsentantenhauses sowie ein Drittel der Senatoren (Klasse III) waren im Jahr 1890 bei den Kongresswahlen gewählt worden. Dabei ergaben sich in den Kammern unterschiedliche Mehrheiten. Im Senat erreichte die Republikanische Partei die Mehrheit, die mit Benjamin Harrison auch den Präsidenten stellte. Dagegen gab es im Repräsentantenhaus eine Mehrheit für die Demokratische Partei. Der Kongress tagte in der amerikanischen Bundeshauptstadt Washington, D.C. Die Vereinigten Staaten bestanden damals aus 44 Bundesstaaten. Die Sitzverteilung im Repräsentantenhaus basierte auf der Volkszählung von 1880.

## Wichtige Ereignisse
Siehe auch 1891 1892 und 1893
- 4. März 1891: Beginn der Legislaturperiode des 52. Kongresses
- 14. März 1891: In New Orleans, stürmt ein Lynchmob ein Gefängnis und ermordet 11 Italiener die zuvor von der Mordanklage wegen der Tötung eines Polizeichefs freigesprochen worden waren.
- 1. April 1891: Gründung der Wrigley Company in Chicago.
- 5. Mai 1891: Eröffnung der Music Hall in New York City die später unter dem Namen Carnegie Hall bekannt wurde. Gastdirigent ist der Komponist Tschaikowski.
- 20. Mai 1891: Der Kinetoskop wird erstmals in den Labors von Thomas Alva Edison vorgeführt.
- 1. Oktober 1891: Die Stanford University in Kalifornien wird eröffnet.
- 11. November 1891: Gründung der Gewerkschaft International Brotherhood of Electrical Workers in St. Louis.
- 1. Januar 1892: Auf Ellis Island beginnt der Betrieb als zentrale Sammelstelle für Immigranten.
- 8. November 1892: Präsidentschafts- und Kongresswahlen in den USA. Der Demokrat und frühere Präsident Grover Cleveland setzt sich gegen den Amtsinhaber Benjamin Harrison durch und wird wieder US-Präsident. Sein Amtsantritt ist am 4. März 1893. Bei den Kongresswahlen sichern sich die Demokraten die Mehrheit in beiden Kammern.
- 17. Januar 1893: Das United States Marine Corps landet auf Hawaii

## Die wichtigsten Gesetze
In den Sitzungsperioden des 52. Kongresses wurden unter anderem folgende Bundesgesetze verabschiedet (siehe auch: Gesetzgebungsverfahren):
- 5. Mai 1892: Geary Act
- 13. Februar 1893: Harter Act

Wegen der deutlichen Mehrheit der Demokraten im Repräsentantenhaus hielt sich der republikanische Präsident Benjamin Harrison mit Gesetzesinitiativen in der zweiten Hälfte seiner Amtszeit zurück und setzte seinen Fokus auf die Außenpolitik.

## Zusammensetzung nach Parteien

### Senat
- Demokratische Partei: 39
- Republikanische Partei: 47
- Populisten: 2
- Vakant: 0

Gesamt: 88

### Repräsentantenhaus
- Demokratische Partei: 238
- Republikanische Partei: 86
- Populisten: 8
- Vakant: 0

Gesamt: 332
Außerdem gab es noch vier nicht stimmberechtigte Kongressdelegierte.

## Amtsträger

### Senat
- Präsident des Senats: Levi P. Morton (R)
- Präsident pro tempore: Charles F. Manderson (R)

### Repräsentantenhaus
- Sprecher des Repräsentantenhauses: Charles Frederick Crisp (D)

## Senatsmitglieder
Im 52. Kongress vertraten folgende Senatoren ihre jeweiligen Bundesstaaten:
| Alabama - 2. John Tyler Morgan (D) - 3. James L. Pugh (D) Arkansas - 2. James Henderson Berry (D) - 3. James Kimbrough Jones (D) Kalifornien - 1. Charles N. Felton (R) ab dem 19. März 1891 - 3. Leland Stanford (R) Colorado - 2. Edward O. Wolcott (R) - 3. Henry Moore Teller (R) Connecticut - 1. Joseph Roswell Hawley (R) - 3. Orville H. Platt (R) Delaware - 1. George Gray (D) - 2. Anthony C. Higgins (R) Florida - 1. Samuel Pasco (D) - 3. Wilkinson Call (D) Georgia - 2. Alfred H. Colquitt (D) - 3. Joseph E. Brown (D) Idaho - 2. George Laird Shoup (R) - 3. Fred Dubois (R) Illinois - 2. Shelby Moore Cullom (R) - 3. John M. Palmer (D) Indiana - 1. David Turpie (D) - 3. Daniel W. Voorhees (D) Iowa - 2. James F. Wilson (R) - 3. William B. Allison (R) Kansas - 2. Preston B. Plumb (R) bis zum 20. Dezember 1891 - Bishop W. Perkins (R) ab dem 1. Januar 1892 - 3. William A. Peffer (P = Populist Party) Kentucky - 2. John Griffin Carlisle (D) bis zum 4. Februar 1893 - William Lindsay (D) ab dem 4. Februar 1893 - 3. Joseph Blackburn (D) Louisiana - 2. Randall L. Gibson (D) bis zum 15. Dezember 1892 - Donelson Caffery (D) ab dem 31. Dezember 1892 - 3. Edward Douglass White (D) Maine - 1. Eugene Hale (R) - 2. William P. Frye (R) Maryland - 1. Arthur Pue Gorman (D) - 3. Charles Hopper Gibson (D) ab dem 19. November 1891 Massachusetts - 1. Henry L. Dawes (R) - 2. George Frisbie Hoar (R) Michigan - 1. Francis B. Stockbridge (R) - 2. James McMillan (R) Minnesota - 1. Cushman Kellogg Davis (R) - 2. William D. Washburn (R) Mississippi - 1. James Z. George (D) - 2. Edward C. Walthall (D) Missouri - 1. Francis Cockrell (D) - 3. George Graham Vest (D) Montana - 1. Wilbur F. Sanders (R) - 2. Thomas Charles Power (R) | Nebraska - 1. Algernon Sidney Paddock (R) - 2. Charles F. Manderson (R) Nevada - 1. William M. Stewart (R) - 3. John P. Jones (R) New Hampshire - 2. William E. Chandler (R) - 3. Jacob Harold Gallinger (R) New Jersey - 1. Rufus Blodgett (D) - 2. John R. McPherson (D) New York - 1. Frank Hiscock (R) - 3. David B. Hill (D) ab dem 7. Januar 1892 North Carolina - 2. Matt Whitaker Ransom (D) - 3. Zebulon Baird Vance (D) North Dakota - 1. Lyman R. Casey (R) - 3. Henry C. Hansbrough (R) Ohio - 1. John Sherman (R) - 3. Calvin S. Brice (D) Oregon - 2. Joseph N. Dolph (R) - 3. John H. Mitchell (R) Pennsylvania - 1. Matthew Quay (R) - 3. James Donald Cameron (R) Rhode Island - 1. Nelson W. Aldrich (R) - 2. Nathan Dixon III (R) South Carolina - 2. Matthew Butler (D) - 3. John L. M. Irby (D) South Dakota - 2. Richard F. Pettigrew (R) - 3. James H. Kyle (P) Tennessee - 1. William B. Bate (D) - 2. Isham G. Harris (D) Texas - 1. John Henninger Reagan (D) bis zum 10. Juni 1891 - Horace Chilton (D) Vom 10. Juni 1891 bis zum 22. März 1892 - Roger Q. Mills (D) ab dem 23. März 1892 - 2. Richard Coke (D) Vermont - 1. George F. Edmunds (R) bis zum 1. November 1891 - Redfield Proctor (R) ab dem 2. November 1891 - 3. Justin Smith Morrill (R) Virginia - 1. John W. Daniel (D) - 2. John S. Barbour (D) bis zum 14. Mai 1892 - Eppa Hunton (D) ab dem 28. Mai 1892 Washington - 1. John Beard Allen (R) - 3. Watson C. Squire (R) West Virginia - 1. Charles James Faulkner (D) - 2. John E. Kenna (D) bis zum 11. Januar 1893 - Johnson N. Camden (D) ab dem 25. Januar 1893 Wisconsin - 1. Philetus Sawyer (R) - 3. William Freeman Vilas (D) Wyoming - 1. Francis E. Warren (R) - 2. Joseph Maull Carey (R) |

## Mitglieder des Repräsentantenhauses
Folgende Kongressabgeordnete vertraten im 52. Kongress die Interessen ihrer jeweiligen Bundesstaaten:
| Alabama 8 Wahlbezirke - 1. Richard Henry Clarke (D) - 2. Hilary A. Herbert (D) - 3. William C. Oates (D) - 4. Louis Washington Turpin (D) - 5. James E. Cobb (D) - 6. John H. Bankhead (D) - 7. William Henry Forney (D) - 8. Joseph Wheeler (D) Arkansas 5 Wahlbezirke. - 1. William H. Cate (D) - 2. Clifton R. Breckinridge (D) - 3. Thomas Chipman McRae (D) - 4. William L. Terry (D) - 5. Samuel W. Peel (D) Kalifornien 6 Wahlbezirke. - 1. Thomas J. Geary (D) - 2. Anthony Caminetti (D) - 3. Joseph McKenna (R) bis zum 28. März 1892 - Samuel G. Hilborn (R) ab dem 5. Dezember 1892 - 4. John T. Cutting (R) - 5. Eugene F. Loud (R) - 6. William W. Bowers (R) Colorado Staatsweite Wahl - Hosea Townsend (R) Connecticut 4 Wahlbezirke - 1. Lewis Sperry (D) - 2. Washington F. Willcox (D) - 3. Charles A. Russell (R) - 4. Robert E. De Forest (D) Delaware Staatsweite Wahl - John W. Causey (D) Florida Zwei Wahlbezirke - 1. Stephen Mallory Jr. (D) - 2. Robert Bullock (D) Georgia 10 Wahlbezirke - 1. Rufus E. Lester (D) - 2. Henry Gray Turner (D) - 3. Charles Frederick Crisp (D) - 4. Charles L. Moses (D) - 5. Leonidas F. Livingston (D) - 6. James Henderson Blount (D) - 7. Robert W. Everett (D) - 8. Thomas G. Lawson (D) - 9. Thomas E. Winn (D) - 10. Thomas E. Watson (P) Idaho Staatsweite Wahl - Willis Sweet (R) Illinois 20 Wahlbezirke - 1. Abner Taylor (R) - 2. Lawrence E. McGann (D) - 3. Allan C. Durborow (D) - 4. Walter C. Newberry (D) - 5. Albert J. Hopkins (R) - 6. Robert R. Hitt (R) - 7. Thomas J. Henderson (R) - 8. Lewis Steward (D) - 9. Herman W. Snow (D) - 10. Philip S. Post (R) - 11. Benjamin T. Cable (D) - 12. Scott Wike (D) - 13. William McKendree Springer (D) - 14. Owen Scott (D) - 15. Samuel T. Busey (D) - 16. George W. Fithian (D) - 17. Edward Lane (D) - 18. William St. John Forman (D) - 19. James R. Williams (D) - 20. George W. Smith (R) Indiana 13 Wahlbezirke - 1. William F. Parrett (D) - 2. John L. Bretz (D) - 3. Jason B. Brown (D) - 4. William S. Holman (D) - 5. George W. Cooper (D) - 6. Henry U. Johnson (R) - 7. William D. Bynum (D) - 8. Elijah V. Brookshire (D) - 9. Daniel W. Waugh (R) - 10. David H. Patton (D) - 11. Augustus N. Martin (D) - 12. Charles A. O. McClellan (D) - 13. Benjamin F. Shively (D) Iowa 11 Wahlbezirke - 1. John Joseph Seerley (D) - 2. Walter I. Hayes (D) - 3. David B. Henderson (R) - 4. Walter Halben Butler (D) - 5. John Taylor Hamilton (D) - 6. Frederick Edward White (D) - 7. John A. T. Hull (R) - 8. James Patton Flick (R) - 9. Thomas Bowman (D) - 10. Jonathan P. Dolliver (R) - 11. George D. Perkins (R) Kansas 7 Wahlbezirke - 1. Case Broderick (R) - 2. Edward H. Funston (R) - 3. Benjamin H. Clover (P) - 4. John G. Otis (P) - 5. John Davis (P) - 6. William Baker (P) - 7. Jerry Simpson (P) Kentucky 11 Wahlbezirke - 1. William Johnson Stone (D) - 2. William Thomas Ellis (D) - 3. Isaac Goodnight (D) - 4. Alexander B. Montgomery (D) - 5. Asher G. Caruth (D) - 6. William Worth Dickerson (D) - 7. William Breckinridge (D) - 8. James B. McCreary (D) - 9. Thomas H. Paynter (D) - 10. John W. Kendall (D) bis zum 7. März 1892 - Joseph M. Kendall (D) ab dem 21. April 1892 - 11. John Henry Wilson (R) Louisiana 6 Wahlbezirke - 1. Adolph Meyer (D) - 2. Matthew D. Lagan (D) - 3. Andrew Price (D) - 4. Newton C. Blanchard (D) - 5. Charles J. Boatner (D) - 6. Samuel Matthews Robertson (D) Maine 4 Wahlbezirke - 1. Thomas Brackett Reed (R) - 2. Nelson Dingley (R) - 3. Seth L. Milliken (R) - 4. Charles A. Boutelle (R) Maryland 6 Wahlbezirke. - 1. Henry Page (D) bis zum 3. September 1892 - John Brewer Brown (D) ab dem 8. November 1892 - 2. Herman Stump (D) - 3. Harry Welles Rusk (D) - 4. Isidor Rayner (D) - 5. Barnes Compton (D) - 6. William McMahon McKaig (D) Massachusetts 12 Wahlbezirke - 1. Charles S. Randall (R) - 2. Elijah A. Morse (R) - 3. John F. Andrew (D) - 4. Joseph H. O’Neil (D) - 5. Sherman Hoar (D) - 6. Henry Cabot Lodge Sr. (R) - 7. William Cogswell (R) - 8. Moses T. Stevens (D) - 9. George F. Williams (D) - 10. Joseph H. Walker (R) - 11. Frederick S. Coolidge (D) - 12. John C. Crosby (D) Michigan 11 Wahlbezirke - 1. John Logan Chipman (D) - 2. James S. Gorman (D) - 3. James O’Donnell (R) - 4. Julius C. Burrows (R) - 5. Melbourne H. Ford (D) bis zum 20. April 1891 - Charles E. Belknap (R) ab dem 3. November 1891 - 6. Byron G. Stout (D) - 7. Justin Rice Whiting (D) - 8. Henry M. Youmans (D) - 9. Harrison H. Wheeler (D) - 10. Thomas A. E. Weadock (D) - 11. Samuel M. Stephenson (R) Minnesota 5. Wahlbezirke - 1. William H. Harries (D) - 2. John Lind (R) - 3. Osee M. Hall (D) - 4. James Castle (D) - 5. Kittel Halvorson (P) Mississippi 7 Wahlbezirke - 1. John Mills Allen (D) - 2. John Curtis Kyle (D) - 3. Thomas C. Catchings (D) - 4. Clarke Lewis (D) - 5. Joseph H. Beeman (D) - 6. T. R. Stockdale (D) - 7. Charles E. Hooker (D) Missouri 14 Wahlbezirke - 1. William H. Hatch (D) - 2. Charles H. Mansur (D) - 3. Alexander Monroe Dockery (D) - 4. Robert Wilson (D) - 5. John Charles Tarsney (D) - 6. John T. Heard (D) - 7. Richard Henry Norton (D) - 8. John Joseph O’Neill (D) - 9. Seth Wallace Cobb (D) - 10. Samuel Byrns (D) - 11. Richard P. Bland (D) - 12. David A. De Armond (D) - 13. Robert Washington Fyan (D) - 14. Marshall Arnold (D) Montana Staatsweite Wahl - William W. Dixon (D) Nebraska 3 Wahlbezirke - 1. William Jennings Bryan (D) - 2. William A. McKeighan (P) - 3. Omer Madison Kem (P) Nevada Staatsweite Wahl - Horace F. Bartine (R) | New Hampshire 2 Wahlbezirke - 1. Luther F. McKinney (D) - 2. Warren F. Daniell (D) New Jersey 7 Wahlbezirke - 1. Christopher A. Bergen (R) - 2. James Buchanan (R) - 3. Jacob Augustus Geissenhainer (D) - 4. Samuel Fowler (D) - 5. Cornelius A. Cadmus (D) - 6. Thomas Dunn English (D) - 7. Edward F. McDonald (D) bis zum 5. November 1892, danach blieb der Sitz vakant New York 34 Wahlbezirke - 1. James W. Covert (D) - 2. David A. Boody (D) bis zum 13. Oktober 1891 - Alfred C. Chapin (D) vom 3. November 1891 bis zum 16. Nov. 1892. Danach war der Sitz vakant - 3. William J. Coombs (D) - 4. John Michael Clancy (D) - 5. Thomas F. Magner (D) - 6. John R. Fellows (D) - 7. Edward J. Dunphy (D) - 8. Timothy J. Campbell (D) - 9. Amos J. Cummings (D) - 10. Francis B. Spinola (D) bis zum 14. April 1891 - William Bourke Cockran (D) ab dem 3. November 1891 - 11. John De Witt Warner (D) - 12. Roswell P. Flower (D) bis zum 16. September 1891 - Joseph J. Little (D) ab dem 3. November 1891 - 13. Ashbel P. Fitch (D) - 14. William G. Stahlnecker (D) - 15. Henry Bacon (D) - 16. John H. Ketcham (R) - 17. Isaac N. Cox (D) - 18. John A. Quackenbush (R) - 19. Charles Tracey (D) - 20. John Sanford (R) - 21. John M. Wever (R) - 22. Leslie W. Russell (R) bis zum 11. September 1891 - Newton Martin Curtis (R) ab dem 3. November 1891 - 23. Henry Wilbur Bentley (D) - 24. George Van Horn (D) - 25. James J. Belden (R) - 26. George W. Ray (R) - 27. Sereno E. Payne (R) - 28. Hosea H. Rockwell (D) - 29. John Raines (R) - 30. Halbert S. Greenleaf (D) - 31. James Wolcott Wadsworth (R) - 32. Daniel N. Lockwood (D) - 33. Thomas L. Bunting (D) - 34. Warren B. Hooker (R) North Carolina 9 Wahlbezirke - 1. William A. B. Branch (D) - 2. Henry P. Cheatham (R) - 3. Benjamin F. Grady (D) - 4. Benjamin H. Bunn (D) - 5. Archibald Williams (D) - 6. Sydenham Benoni Alexander (D) - 7. John S. Henderson (D) - 8. William H. H. Cowles (D) - 9. William T. Crawford (D) North Dakota Staatsweite Wahl - Martin N. Johnson (R) Ohio 21 Wahlbezirke - 1. Bellamy Storer (R) - 2. John A. Caldwell (R) - 3. George W. Houk (D) - 4. Martin K. Gantz (D) - 5. Fernando C. Layton (D) - 6. Dennis D. Donovan (D) - 7. William E. Haynes (D) - 8. Darius D. Hare (D) - 9. Joseph H. Outhwaite (D) - 10. Robert E. Doan (R) - 11. John M. Pattison (D) - 12. William H. Enochs (R) - 13. James I. Dungan (D) - 14. James W. Owens (D) - 15. Michael D. Harter (D) - 16. John G. Warwick (D) bis zum 14. August 1892 - Lewis P. Ohliger (D) ab dem 5. Dezember 1892 - 17. Albert J. Pearson (D) - 18. Joseph D. Taylor (R) - 19. Ezra B. Taylor (R) - 20. Vincent A. Taylor (R) - 21. Tom L. Johnson (D) Oregon Staatsweite Wahl - Binger Hermann (R) Pennsylvania 28 Wahlbezirke - 1. Henry H. Bingham (R) - 2. Charles O’Neill (R) - 3. William McAleer (D) - 4. John E. Reyburn (R) - 5. Alfred C. Harmer (R) - 6. John Buchanan Robinson (R) - 7. Edwin Hallowell (D) - 8. William Mutchler (D) - 9. David B. Brunner (D) - 10. Marriott Henry Brosius (R) - 11. Lemuel Amerman (D) - 12. George Washington Shonk (R) - 13. James Bernard Reilly (D) - 14. John Winebrenner Rife (R) - 15. Myron Benjamin Wright (R) - 16. Albert Cole Hopkins (R) - 17. Simon Peter Wolverton (D) - 18. Louis E. Atkinson (R) - 19. Frank Eckels Beltzhoover (D) - 20. Edward Scull (R) - 21. George Franklin Huff (R) - 22. John Dalzell (R) - 23. William A. Stone (R) - 24. Andrew Stewart (R) bis zum 26. Februar 1892 - Alexander Kerr Craig (D) Vom 26. Februar bis zum 29. Juli 1892 - William Allen Sipe (D) ab dem 5. Dezember 1892 - 25. Eugene Pierce Gillespie (D) - 26. Matthew Griswold (R) - 27. Charles Warren Stone (R) - 28. George Frederic Kribbs (D) Rhode Island 2 Wahlbezirke - 1. Oscar Lapham (D) - 2. Charles H. Page (D) South Carolina 7 Wahlbezirke. - 1. William H. Brawley (D) - 2. George D. Tillman (D) - 3. George Johnstone (D) - 4. George W. Shell (D) - 5. John J. Hemphill (D) - 6. Eli T. Stackhouse (D) bis zum 14. Juni 1892 - John L. McLaurin (D) ab dem 5. Dezember 1892 - 7. William Elliott (D) South Dakota Staatsweite Wahlen für beide Abgeordneten - John Pickler (R) * John Rankin Gamble (R) bis zum 14. August 1891 - - John L. Jolley (R) ab dem 7. Dezember 1891 Tennessee 10 Wahlbezirke - 1. Alfred A. Taylor (R) - 2. Leonidas C. Houk (R) bis zum 25. Mai 1891 - John C. Houk (R) ab dem 7. Dezember 1891 - 3. Henry C. Snodgrass (D) - 4. Benton McMillin (D) - 5. James D. Richardson (D) - 6. Joseph E. Washington (D) - 7. Nicholas N. Cox (D) - 8. Benjamin A. Enloe (D) - 9. Rice Alexander Pierce (D) - 10. Josiah Patterson (D) Texas 11 Wahlbezirke. - 1. Charles Stewart (D) - 2. John B. Long (D) - 3. Constantine B. Kilgore (D) - 4. David B. Culberson (D) - 5. Joseph Weldon Bailey (D) - 6. Joseph Abbott (D) - 7. William H. Crain (D) - 8. Littleton W. Moore (D) - 9. Roger Q. Mills (D) bis zum 28. März 1892 - Edwin Le Roy Antony (D) ab dem 14. Juni 1892 - 10. Joseph D. Sayers (D) - 11. Samuel W. T. Lanham (D) Vermont 2 Wahlbezirke - 1. H. Henry Powers (R) - 2. William W. Grout (R) Virginia 10 Wahlbezirke - 1. William Atkinson Jones (D) - 2. John W. Lawson (D) - 3. George D. Wise (D) - 4. James F. Epes (D) - 5. Posey G. Lester (D) - 6. Paul C. Edmunds (D) - 7. Charles Triplett O’Ferrall (D) - 8. William Lee (D) bis zum 15. Oktober 1891 - Elisha E. Meredith (D) ab dem 9. Dezember 1891 - 9. John A. Buchanan (D) - 10. Henry St. George Tucker III (D) Washington Staatsweite Wahl - John Lockwood Wilson (R) West Virginia 4 Wahlbezirke - 1. John O. Pendleton (D) - 2. William L. Wilson (D) - 3. John D. Alderson (D) - 4. James Capehart (D) Wisconsin 9 Wahlbezirke - 1. Clinton Babbitt (D) - 2. Charles Barwig (D) - 3. Allen R. Bushnell (D) - 4. John L. Mitchell (D) Bis zum 3. März 1893 - 5. George H. Brickner (D) - 6. Lucas M. Miller (D) - 7. Frank P. Coburn (D) - 8. Nils P. Haugen (R) - 9. Thomas Lynch (D) Wyoming Staatsweite Wahlen - Clarence Don Clark (R) |

Nicht stimmberechtigte Mitglieder im Repräsentantenhaus:
- Arizona-Territorium: Marcus A. Smith (D)
- New-Mexico-Territorium: Antonio Joseph (D)
- Oklahoma-Territorium: David Archibald Harvey (R)
- Utah-Territorium: John Thomas Caine (D)